# Rogers International Commodity Index
Der Rogers International Commodity Index (RICI) ist ein Rohstoffindex, der 38 verschiedene Futures umfasst, die an Warenterminbörsen gehandelt werden. Er wurde in den 1990er Jahren von dem US-amerikanischen Investor Jim Rogers entwickelt und 1998 lanciert.

## Konzept
Der RICI umfasst 38 verschiedene Rohstoffe, die an Warenterminbörsen in 6 verschiedenen Ländern gehandelt werden. Er wurde 1996/1997 vom US-amerikanischen Investor, Hedgefondsmanager und Schriftsteller Jim Rogers entwickelt und 1998 lanciert. Durch den Bezug auf den nächstliegenden Future und das regelmäßige Rollen kann der Index nachgebildet werden und ist investierbar. Die Futures werden monatlich nach einem festgelegten Schema gerollt. Die Indexanpassung erfolgt jährlich. Dieses sogenannte Rebalancing wird diskret mithilfe einer Prozedur durch ein Investmentkomitee durchgeführt.
Berücksichtigung finden ausschließlich Terminkontrakte, die eine ausreichend hohe Liquidität aufweisen. Die Rohstoffe notieren in 4 verschiedenen Währungen: US-Dollar, Japanischer Yen, Australischer Dollar und Kanadischer Dollar. Die breitgefächerte Zusammensetzung enthält Agrar- und Energieprodukte sowie Metalle. Der RICI ist ein Total-Return-Index mit dem US-Dollar als Basiswährung. Im Gegensatz zum Excess-Return-Index, der einem Kursindex ähnelt, enthält der Total-Return-Index zusätzlich Zinserträge und ähnelt daher eher einem Performanceindex. Beim Kauf eines Rohstoff-Futures muss nicht der vollständige Wert des Kontraktes an der Terminbörse hinterlegt werden, sondern nur ein kleiner Teil, die sogenannte Margin. Dies gilt auch für die Betreiber von Rohstoffindizes, die das restliche Kapital in kurzlaufende US-Staatsanleihen anlegen. Die daraus resultierenden Zinseinnahmen fließen in die Berechnung des Index ein.
Bei der Gewichtung der Indexmitglieder finden die Rohstoffpreise im Alltag der Menschen Berücksichtigung. Jim Rogers sagte zum RICI: „Der Rogers International Commodity Index spiegelt meine Vision der Welt wider, er reflektiert die Kosten des alltäglichen Lebens und Überlebens.“ Wegen der vielen verschiedenen, teilweise exotischen Rohstoffe, die im Index gelistet sind, ist der RICI schwerer handelbar als andere Rohstoffindizes. Zahlreiche Positionen besitzen ein geringes Gewicht im Index, wobei Preisbewegungen hier nur einen geringen Effekt haben.
Der Rogers International Commodity Index gilt als ein Indikator für die zukünftige Entwicklung der Inflation oder die Kostenentwicklung in der Industrie. Er ist bei einer Trendwende am Rohstoffmarkt ein guter Frühindikator für den Rentenmarkt, da Rohstoffe in ihrer Tendenz gegenüber den Anleihen in der Regel einen Vorlauf von drei bis sechs Monaten besitzen. Zwischen den Zinsen der Anleihen und den Rohstoffpreisen besteht auch zeitlich eine enge Verbindung.
Zusammenhänge des RICI mit dem geometrisch gewichteten U.S. Dollar Index und dem handelsgewichteten Trade Weighted US Dollar Index sind erkennbar. Ein fallender US-Dollar ist gleichzusetzen mit inflationären Tendenzen und tendenziell steigenden Rohstoffpreisen. Dies gilt insbesondere für die Agrarrohstoffe und den Ölpreis.

## Zusammensetzung
Die folgende Übersicht zeigt die Rohstoffe, ihre Gewichtung im Index und die Börse, an der die Futures gehandelt werden.
| Rohstoff          | Gewichtung 31. Dez. 2010 | Gewichtung 17. Mai 2020 | Börse                                                                           |
| ----------------- | ------------------------ | ----------------------- | ------------------------------------------------------------------------------- |
| Erdöl WTI         | 21,00 %                  | 15,00 %                 | New York Mercantile Exchange                                                    |
| Erdöl Brent       | 14,00 %                  | 13,00 %                 | ICE Futures EU                                                                  |
| Erdgas            | 3,00 %                   | 6,00 %                  | New York Mercantile Exchange                                                    |
| Bleifreies Benzin | 3,00 %                   | 3,00 %                  | New York Mercantile Exchange                                                    |
| Heizöl            | 1,80 %                   | 1,80 %                  | New York Mercantile Exchange                                                    |
| Gasöl             | 1,20 %                   | 1,20 %                  | ICE Futures EU                                                                  |
| Energie           | 44,00 %                  | 40,00 %                 |                                                                                 |
| Aluminium         | 4,00 %                   | 4,00 %                  | London Metal Exchange                                                           |
| Kupfer            | 4,00 %                   | 4,00 %                  | New York Mercantile Exchange (2010) London Metal Exchange (2020)                |
| Blei              | 2,00 %                   | 2,00 %                  | London Metal Exchange                                                           |
| Zink              | 2,00 %                   | 2,00 %                  | London Metal Exchange                                                           |
| Nickel            | 1,00 %                   | 1,00 %                  | London Metal Exchange                                                           |
| Zinn              | 1,00 %                   | 1,00 %                  | London Metal Exchange                                                           |
| Industriemetalle  | 14,00 %                  | 14,00 %                 |                                                                                 |
| Gold              | 3,00 %                   | 5,00 %                  | New York Mercantile Exchange                                                    |
| Silber            | 2,00 %                   | 4,00 %                  | New York Mercantile Exchange                                                    |
| Platin            | 1,80 %                   | 1,80 %                  | New York Mercantile Exchange                                                    |
| Palladium         | 0,30 %                   | 0,30 %                  | New York Mercantile Exchange                                                    |
| Edelmetalle       | 7,10 %                   | 11,10 %                 |                                                                                 |
| Mais              | 4,75 %                   | 4,75 %                  | Chicago Board of Trade                                                          |
| Weizen            | 4,75 %                   | 4,75 %                  | Chicago Board of Trade, Chicago Mercantile Exchange, Minneapolis Grain Exchange |
| Baumwolle         | 4,20 %                   | 4,20 %                  | ICE Futures U.S.                                                                |
| Sojabohnen        | 3,35 %                   | 3,50 %                  | Chicago Board of Trade                                                          |
| Kaffee            | 2,00 %                   | 2,00 %                  | ICE Futures U.S.                                                                |
| Lebendrind        | 2,00 %                   | 2,00 %                  | Chicago Mercantile Exchange                                                     |
| Sojaöl            | 2,00 %                   | 2,00 %                  | Chicago Board of Trade                                                          |
| Zucker            | 2,00 %                   | 2,00 %                  | ICE Futures U.S., ICE Futures EU                                                |
| Mahlweizen        | 1,00 %                   | 2,00 %                  | LIFFE Paris                                                                     |
| Kakao             | 1,00 %                   | 1,00 %                  | ICE Futures U.S.                                                                |
| Mageres Schwein   | 1,00 %                   | 1,00 %                  | Chicago Mercantile Exchange                                                     |
| Naturkautschuk    | 1,00 %                   | 1,00 %                  | Tokyo Commodity Exchange                                                        |
| Rapssamen         | 1,00 %                   | 1,00 %                  | LIFFE Paris (2010 auch ICE Futures Canada)                                      |
| Holz              | 1,00 %                   | 0,90 %                  | Chicago Mercantile Exchange                                                     |
| Reis              | 0,75 %                   | 0,75 %                  | Chicago Board of Trade                                                          |
| Sojabohnenmehl    | 0,75 %                   | 0,75 %                  | Chicago Board of Trade                                                          |
| Orangensaft       | 0,60 %                   | 0,60 %                  | ICE Futures U.S.                                                                |
| Hafer             | 0,50 %                   | 0,50 %                  | Chicago Board of Trade                                                          |
| Milch             | –                        | 0,20 %                  | Chicago Mercantile Exchange                                                     |
| Kansas-Weizen     | 1,00 %                   | –                       | Kansas City Board of Trade                                                      |
| Adzukibohnen      | 0,15 %                   | –                       | Tokyo Grain Exchange                                                            |
| Schafwolle        | 0,10 %                   | –                       | Australian Securities Exchange                                                  |
| Agrargüter        | 34,90 %                  | 34,90 %                 |                                                                                 |

## Geschichte

### Historischer Überblick
Der Rogers International Commodity Index startete am 31. Juli 1998 mit einem Basiswert von 1.000 Punkten. Am 27. November 2000 schloss er bei 1.708,63 Punkten. Im Verlauf der Rezession fiel der Rohstoffindex bis zum 15. November 2001 um 27,1 Prozent auf 1.245,90 Punkte. In den folgenden Jahren stieg der Index aufgrund eines enormen Bedarfs an Rohstoffen in der Volksrepublik China und Indien stark an. Am 26. Februar 2008 überwand der RICI erstmals die Grenze von 5.000 Punkten. Am 3. Juli 2008 wurde mit einem Schlussstand von 5.832,90 Punkten ein Allzeithoch markiert. Seit dem Tiefststand von 2001 entspricht das einem Anstieg um 368,1 Prozent.
Im Verlauf der internationalen Finanzkrise, die 2007 in der US-Immobilienkrise ihren Ursprung hatte, begann der Index zu sinken. 2008 wirkte sich die Finanzkrise zunehmend auf die Realwirtschaft aus. Wegen der weltweit geringeren Nachfrage auf den Rohstoffmärkten kam es vor allem ab Beginn des vierten Quartals 2008 zu starken Preisrückgängen. Am 18. Februar 2009 fiel der RICI mit einem Schlussstand von 2.221,68 Punkten auf den tiefsten Stand seit 2003. Seit dem Allzeithoch von Juli 2008 entspricht das einem Rückgang um 61,9 Prozent. Das ist der größte Sturz in der Geschichte des Index. Der 18. Februar 2009 bedeutete das Ende der Talfahrt. Ab Anfang 2009 war der Rohstoffindex wieder auf dem Weg nach oben. 
Am 8. April 2011 stieg der Index auf einen Schlussstand von 4.439,75 Punkten. Das bedeutet seit Februar 2009 eine Zunahme um 99,8 Prozent. Besonders stark war der Preisanstieg bei den Agrarrohstoffen. Vor allem Fleisch, Getreide, Zucker sowie Öle und Fette verteuerten sich seit Mitte 2010. Als Gründe werden mehrere Faktoren genannt (steigende Weltbevölkerung, wachsende Geldmenge, Spekulationen auf den Agrarmärkten, Ernteausfälle durch Naturkatastrophen, Exportbeschränkungen einiger Länder). Folgen der hohen Rohstoffpreise sind ein Anstieg der Inflation und der Ausbruch von Unruhen in Teilen der Welt.

### Jährliche Entwicklung
Die Tabelle zeigt die jährlichen Höchst-, Tiefst- und Schlussstände des Rogers International Commodity Index.
| Jahr | Höchststand | Tiefststand | Schlussstand |
| ---- | ----------- | ----------- | ------------ |
| 1998 | 1.034,35    | 855,09      | 888,63       |
| 1999 | 1.278,63    | 848.70      | 1.260,29     |
| 2000 | 1.708,63    | 1.238,86    | 1.589,57     |
| 2001 | 1.694,46    | 1.245,90    | 1.291,04     |
| 2002 | 1.779,19    | 1.262,60    | 1.731,17     |
| 2003 | 2.324,94    | 1.731,22    | 2.285,00     |
| 2004 | 3.021,35    | 2.285,05    | 2.761,06     |
| 2005 | 3.358,03    | 2.712,76    | 3.300,74     |
| 2006 | 3.831,00    | 3.198,36    | 3.401,38     |
| 2007 | 4.452,02    | 3.122,10    | 4.422,02     |
| 2008 | 5.832,90    | 2.328,15    | 2.593,66     |
| 2009 | 3.281,72    | 2.221,68    | 3.274,00     |
| 2010 | 3.896,44    | 2.836,02    | 3.896,44     |
| 2011 | 4.439,75    | 3.393,37    | 3.626,61     |
| 2012 | 3.971,91    | 3.224,86    | 3.700,10     |
| 2013 |             |             | 3.534,02     |
| 2014 |             |             | 2.749,00     |
| 2015 |             |             | 2.032,03     |
| 2016 |             |             | 2.303,40     |
| 2017 |             |             | 2.415,90     |
| 2018 |             |             | 2.194,25     |
| 2019 |             |             | 2.454,43     |